# 中曽根神社 (足立区)
中曽根神社（なかそねじんじゃ）は東京都足立区の神社。

## 概要
室町時代、千葉勝胤が築城した中曽根城の鎮守として創建された。千葉氏は妙見菩薩を守護神としていたので、当初の名称は「妙見社」であった。
1932年（昭和7年）、興野にあった雷神社を合祀して、「中曽根神社」に改称した。

## 交通アクセス
- 扇大橋駅より徒歩19分（経路案内）。
- 梅島駅より徒歩20分（経路案内）。